# مكسوليزي مثيثوا
مكسوليزي مثيثوا (18 سبتمبر 1978 بسوازيلاند - ) هو لاعب كرة قدم سوازيلندي في مركز الوسط. شارك مع منتخب سوازيلاند لكرة القدم. أما مع النوادي، فقد لعب مع رويال ليوباردس وManzini Wanderers F.C. ‏.

## وصلات خارجية
- مكسوليزي مثيثوا على موقع قاعدة بيانات كرة القدم.إي يو (الإنجليزية)
- مكسوليزي مثيثوا على موقع ناشيونال فوتبول تيمز (الإنجليزية)